# Одомашнивание

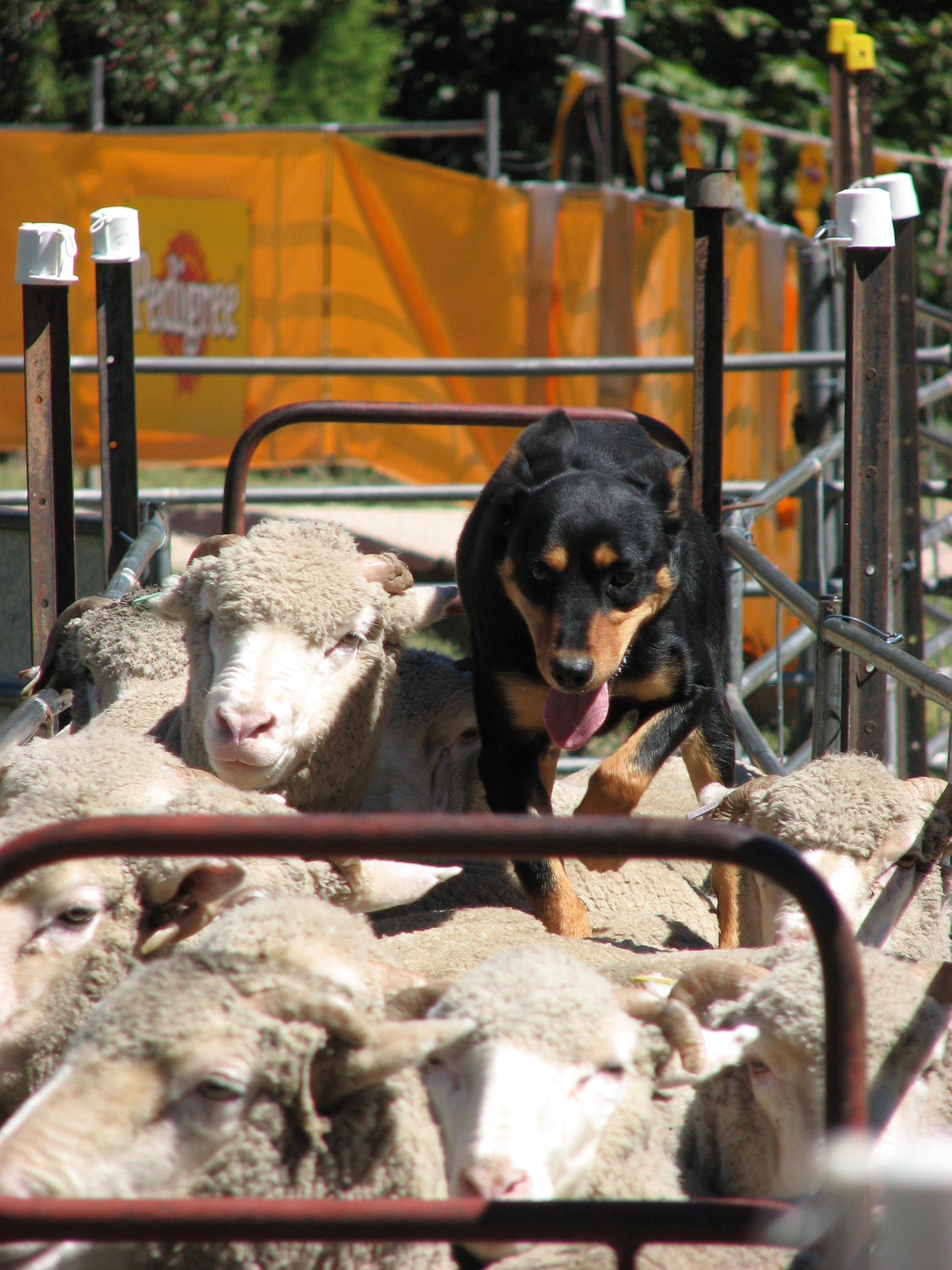
Собаки и овцы были первыми одомашненными животными

Одома́шнивание или доместика́ция (от лат. domesticus — «домашний») — процесс изменения диких животных или растений, при котором на протяжении многих поколений они содержатся человеком генетически изолированными от своей дикой формы и подвергаются искусственному отбору.

## История одомашнивания

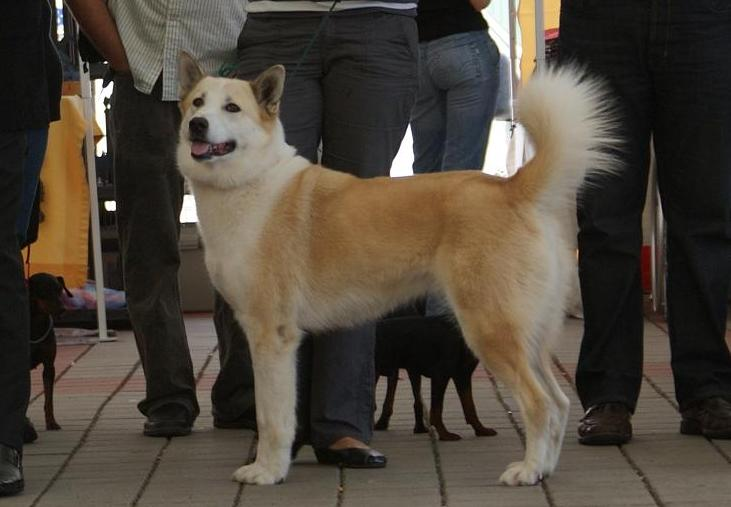
Восточносибирская лайка
(чемпион мира 2009)

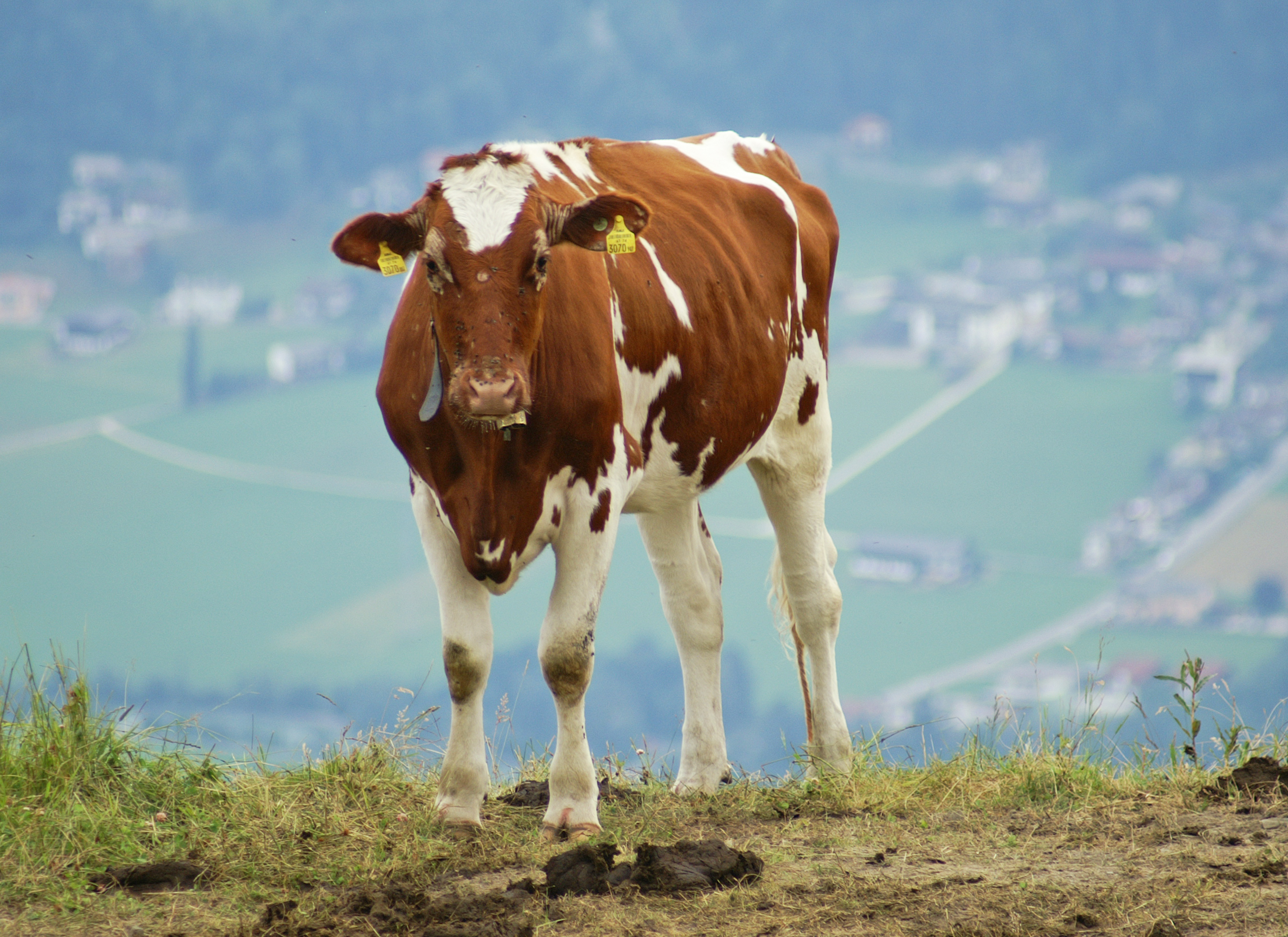
Корова эйрширской породы

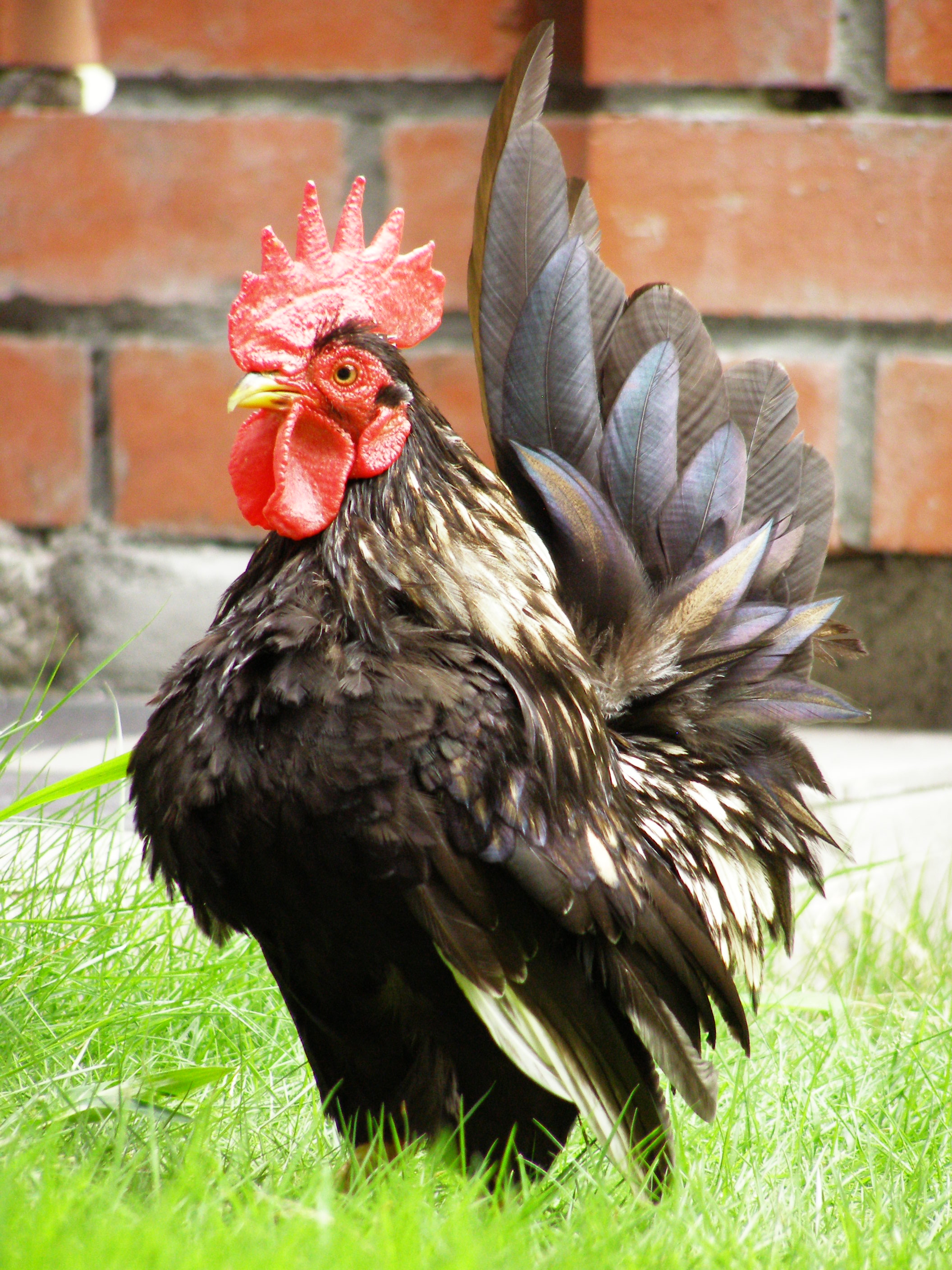
Петух

Разные народы приручали множество самых неожиданных животных — антилоп, журавлей, страусов, питонов, и даже крокодилов. Некоторые учёные считают, что первобытные жители Южной Америки содержали в неволе и приручали даже мегатериев (ныне вымерших гигантских ленивцев) и пещерных медведей. А карфагенский полководец Ганнибал в войнах с римлянами конца III века до н. э. использовал вымерший позднее подвид североафриканских боевых слонов.
Однако, приручить — ещё не значит одомашнить. Число видов действительно одомашненных животных очень невелико — не более 25. Для одомашнивания необходимо, чтобы содержащееся в неволе животное регулярно приносило потомство, то есть, агроценоз или иной искусственный ландшафт стал для него нормальной, привычной средой обитания. Только тогда можно заняться отбором и, сохраняя особи с самыми ценными для человека свойствами, спустя много столетий получить уже не просто прирученное, а настоящее домашнее животное. Так например, в древности при дворах правителей Сирии, Индии, Средней Азии, даже Европы часто держали гепардов, ценившихся за красоту и превосходные охотничьи качества. История знает два примера, когда ручные гепарды принадлежали великим людям: один — Чингисхану, другой — Карлу Великому. Однако прирученные гепарды не стали домашними.
Первым спутником человека стал волк, «прибившись» к нему в каменном веке (10—15 тыс. лет назад). Генетики установили, что впервые волки были одомашнены человеком в Южной Азии. Так от прирученных волков и, возможно, шакалов произошла домашняя собака.
Почти так же долго (не менее 10 тыс. лет) длится дружба человека с овцами и козами. Предком овец был горный баран — муфлон, обитавший в Южной Европе и Передней Азии. В результате скрещивания и тщательного отбора человек создал более 150 пород домашних овец, ныне лишь отдалённо напоминающих дикого прародителя.
Козы были одомашнены около 11 тысяч лет назад, согласно последним археологическим данным. Регион доместикации — Плодородный полумесяц, Передняя Азия. При этом одомашнивание произошло в трёх регионах Плодородного Полумесяца — западном, восточном и южном, независимо друг от друга и шло параллельно. В дальнейшем, при развитии торговли и движения населения в регионе, различия в этих трёх видах первых коз свелись к нулю. Согласно анализу ядерного генома, так же подтверждается, что единого предка у современных домашних коз нет, в основе современных животных лежат три древних вида коз. Были проанализированы сначала дикие, древние популяции коз и исследования выявили, что разделение на генном уровне произошло ранее 47 тысяч лет назад. Исследования доказали, что доместикация проводилась разными популяциями людей эпохи неолита. Различия в генетике древних коз имеют прямое соотношение с расхождением в генетике земледельцев, живших в тот период на Ближнем Востоке и так же разделившихся на две ветви — анатолийские и иранские.
Современные виды европейских коз генетически близки к козам периода неолита с Запада Ближнего Востока. Современные козы в Восточной Азии ведут генетику от популяции древних коз с Востока Плодородного полумесяца. Современные африканские козы наиболее близки к южной древней генетической линии коз — Левант.
Дикий предок коз — бородатый или безоаровый козёл — обитатель тех же областей, что и муфлон. В ходе подробного исследования генома диких, ископаемых останков безоарового козла и геномов ископаемых коз периода неолита найдены признаки планомерной селекции, при которой животных отбирали по следующим признакам — телосложение, метаболизм, пигментация, репродукция, молочность.
Число пород домашних коз невелико, но зато они очень разнообразны: ангорские с великолепной шерстью, швейцарские молочные; небольшие камерунские, превосходно лазающие по деревьям, и др.
Наибольшую пользу человеку принесло одомашнивание тура — предка современных коров. Сравнительно недавно дикие туры водились в Европе и на Кавказе, в Малой Азии и в Северной Африке. Последняя на Земле самка тура была убита в Польше, в лесах Мазовии, в 1627 году.
7,5 тыс. лет назад человек одомашнил азиатского буйвола — сильного и опасного зверя. Теперь в жарких странах они не только источник мяса и шкур, но и незаменимая тяговая сила.
Лошадь была одомашнена сравнительно недавно — 5—6 тыс. лет назад. Предком её был истреблённый теперь тарпан, привольно чувствовавший себя в степях Евразии. Впрочем, некоторые учёные предполагают, что конская родословная начинается с дикой лошади, получившей название лошади Пржевальского.

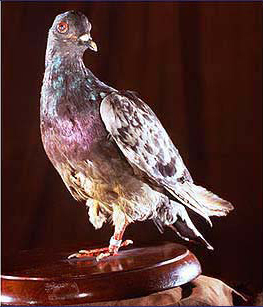
Голубка по кличке Шер Ами, состоявшая на службе в армии США в начале XX века

При переходе человека к оседлому образу жизни (примерно 10 тыс. лет назад) и с началом развития земледелия, когда появились первые поселения и амбары, в которых хранились запасы зерна, появились первые домашние кошки. Одомашнивание кошки произошло на Ближнем Востоке путём приручения дикой ближневосточной (иначе ливийской или нубийской) кошки, и все 600 млн ныне живущих на Земле домашних кошек являются потомками диких ближневосточных (ливийских) кошек, прирученных в районе Плодородного полумесяца.
Солидна и история домашних птиц: около 5 тыс. лет назад были одомашнены куры, ведущие свой род от банкивских и красных кур Южной и Юго-Восточной Азии, и гуси, потомки дикого серого гуся. 3—4 тыс. лет назад в Европе и Китае одновременно одомашнили уток, а в западной Африке — цесарок.
Чтобы создать разнообразные породы, человек использовал не только птиц и млекопитающих, но и некоторых беспозвоночных животных, самыми важными из которых являются медоносная пчела и тутовый шелкопряд. Произошло это достаточно давно — около 5 тыс. лет назад.
Эксперименты в области одомашнивания продолжаются до сих пор. Селекционеры ведут работы с лосями и антилопами, оленями-маралами и овцебыками, соболями, норками и многими другими пушными зверями.

## Одомашнивание диких животных

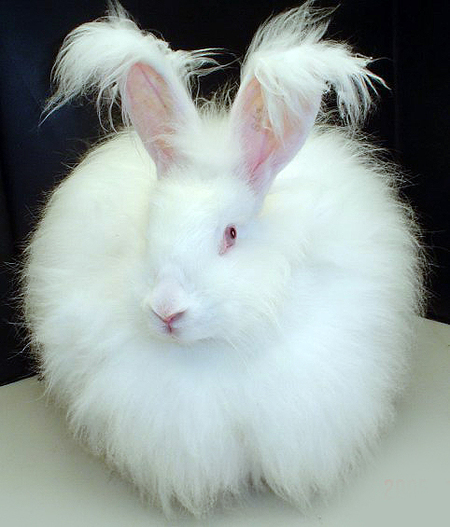
Ангорский кролик белого окраса

Процесс одомашнивания диких животных начинается с искусственной селекции отдельных индивидов для получения потомства с определёнными признаками, необходимыми человеку. Индивиды, как правило, выбираются в соответствии с определёнными желаемыми характеристиками, включая снижение агрессивности по отношению к человеку и представителям собственного вида. В этом отношении принято говорить об укрощении дикого вида. Целью одомашнивания является использование животного в сельском хозяйстве в качестве сельскохозяйственного животного или в качестве домашнего питомца. Если эта цель достигнута, можно говорить об одомашненном животном. Одомашнивание животного коренным образом изменяет условия для дальнейшего развития вида. Естественное эволюционное развитие заменяется искусственной селекцией по критериям разведения. Таким образом в рамках одомашнивания меняются генетические свойства вида.
Результатом 60-летнего «эксперимента Беляева» по одомашниванию лисицы стала расшифровка генома одомашненной лисицы и сравнение его с геномом дикой лисицы, благодаря которому выяснилось, что дружелюбное ласковое поведение к человеку и отсутствие агрессивности у лис определяются мутацией гена SorCS1. «Домашний» вариант гена SorCS1 встречается лишь у самых дружелюбных лисиц и регулирует белки, вовлеченные в передачу сигналов между нейронами центральной нервной системы. Показано, что ген отвечает за желание лисицы продолжать общение с человеком, когда тот провел с ней некоторое время и собирается уходить. Кроме того, найдены участки генетического кода, отвечающие у «беляевских лис» за радость от общения с человеком, любовь к прикосновениям, поглаживаниям, и другие черты одомашненного поведения. Таким образом, показано, что механизм процесса одомашнивания определяется генетическими изменениями.

## Важные одомашненные виды

### Хищные

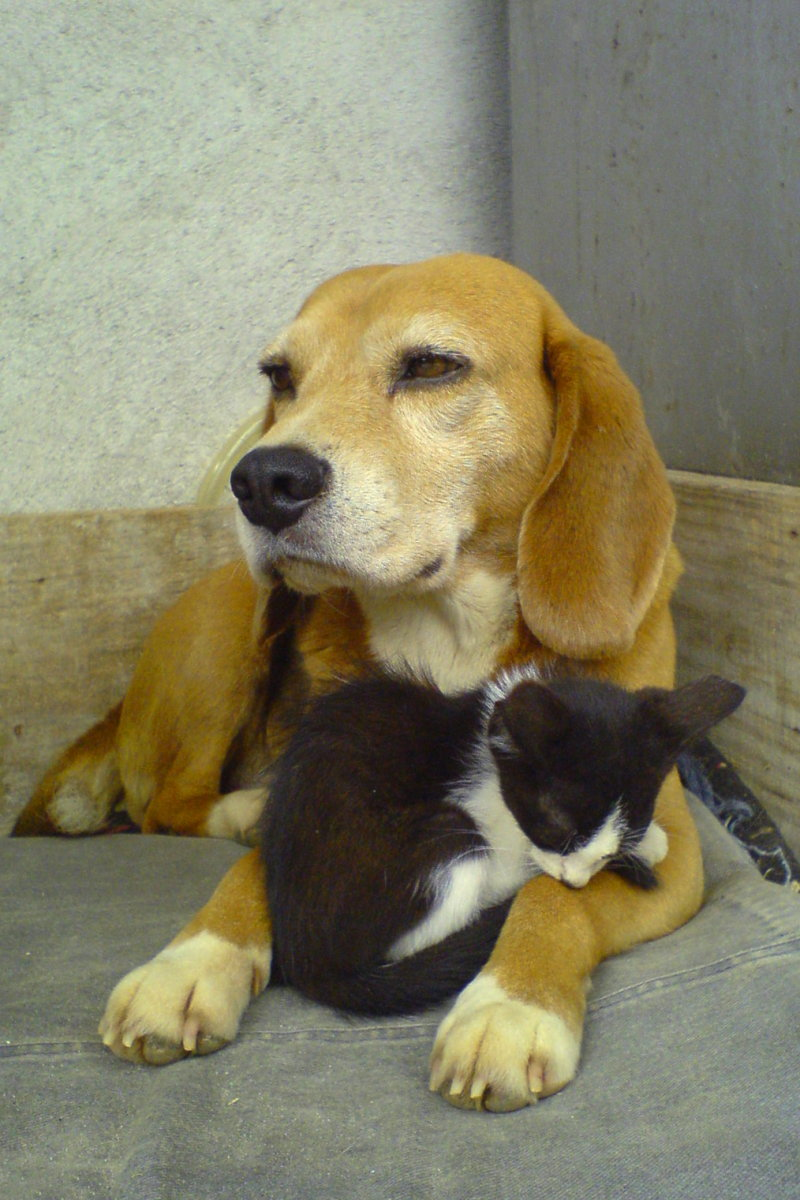
Как кошка с собакой: бигль и котёнок

Первым одомашненным видом был волк. Поначалу он служил помощником при охоте, а позже исполнял и сторожевые функции. Одомашнивание собак началось в ориньякский период верхнего палеолита. Первое свидетельство о сосуществовании человека и собаки (следы лапы волка или собаки и ноги ребёнка) было обнаружено во французской пещере Шове. Возраст этих следов составляет 26 000 лет. Этот факт подтверждают также находки останков псовых эпохи верхнего палеолита, обнаруженные в результате раскопок на Украине (Черкасская и Черниговская области — Мезин, Межиричи), в России (Елисеевичи-1, Курская область; Разбойничья пещера, Республика Алтай), в Бельгии (Гойе), в Чехии (Пршедмости). Однако, у найденных в Елисеевичах и Мезине многих десятках особей волков и песцов туши после снятия шкур не использовались и большинство костей сохранилось в виде анатомически связанных групп и отчасти почти целых скелетов, что вряд ли было бы возможно, если бы собаки действительно имелись на поселении.
Домашние кошки приблизились к человеку около десяти тысяч лет назад в Плодородном полумесяце и его окрестностях, сохранив в основном ловчие качества своих хищных собратьев. Домашние кошки расселились вместе с земледельцами по всему Ближнему Востоку. Несколько тысяч лет спустя вторая волна расселения кошек охватила практически всю Европу и Северную Африку. В настоящее время различными международными фелинологическими организациями признаётся около 200 пород домашних кошек.
Около 3—4 тысяч лет назад в Древнем Египте появились фретки — одомашненные лесные хорьки.

### Травоядные

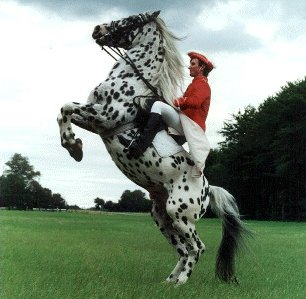
Кнабструппер чубарой масти

Как минимум 8 тысяч лет назад люди приручили коз, овец, свиней и коров.
Приручение ныне вымерших диких туров (Bos primigenius), привело к возникновению двух основных таксонов крупного рогатого скота B. taurus и B. indicus. Анализ ядерной ДНК показывает, что одомашнивание B. taurus (дикого быка) и B. indicus (зебу) произошло на Ближнем Востоке и в Юго-Западной Азии от географически разрозненных и генетически различных популяций дикого тура. Анализ митохондриальной ДНК показывает, что дикий бык (Bos taurus) был одомашнен на Ближнем Востоке в неолите. Позже в Европе происходила частичная гибридизация одомашненных быков с местными турами.
Важным событием для дальнейшей истории стало одомашнивание лошадей около 5,5 тысяч лет назад. Прежде чем их стали использовать как рабочее животное, они служили источником мяса и молока. По современным исследованиям на 2018 год, выяснилось, что лошадь Пржевальского не является предком домашних лошадей, это одичавшая в древности, уже прирученная, лошадь. При исследовании были проанализированы останки 20-ти ископаемых лошадей из Ботайской культуры, найденные в месте Красный Яр, Казахстан. Так же к исследованию добавили 22 образца от других древних находок лошадей — три образца из Якутии и Таймыра, семь лошадей Пржевальского. Так же в итоговое исследование добавлены — 7 геномов бронзового века 4100—3000 лет назад, 18 геномов железного века 2800—2200 лет назад и 7 геномов лошадей Римской империи между 2000—1000 лет назад и 22 современные лошади, 18-ти пород.
При анализе результатов выяснилось:
1. Геномы одомашненных лошадей образуют два независимых кластера. Первый — это лошади Ботай и Борли. Второй кластер — лошади одомашенные в более поздний период и уже напрямую связанные с современными лошадьми. Лошади Пржевальского генетически близки к энеолитическим лошадям Ботайской культуры.
2. Филогенетическое древо помогло понять, что одомашенные лошади начиная с бронзового века и до современных пород — не потомки лошадей Ботайской культуры и Борли

Общий вывод — в истории человечества известны два независимых периода приручения и планомерного одомашнивания лошадей. Это Ботайская культура — одомашнившая ботайских лошадей. Однако эти лошади по каким-то причинам вымерли и от них, в плане генетики, сохранились одичавшие лошади Пржевальского. Второй период одомашнивания лошадей произошёл в бронзовом веке, приток генетического материала от ботайских лошадей почти не фиксируется. Генетики и историки сделали выводы, что ботайские лошади использовались в Ботайской культуре только как хозяйственные, но не применялись для походов и не для военных действий. За последние 4000 лет нет ни одной лошади которая была бы прямым потомком ботайской лошади. Это говорит о втором диком предке современных домашних лошадей, но место одомашнивания пока не известно, в силу неполноты ископаемого материала.
Предположительные районы доместикации лошадей, которые стали предками современных лошадей — степи между Чёрным и Каспийским морями, Анатолия, Иберия, Западный Иран, Левант или современная территория Венгрии. Данные генетики говорят о том, что уже между 3—2 тысячами лет до нашей эры, домашние лошади распространились по европейским степям. Некоторые исследователи связывают такой резкий скачок в миграции лошадей с миграцией ямной культуры.
Первым животным, использованным для перевозки грузов, был около 7,5 тысяч лет назад вол — кастрированный бык. Ослы и лошади присоединились к нему позже. Для верховой езды их стали употреблять сравнительно поздно. Некоторое время спустя был приручён и верблюд.
В новой истории были одомашнены ламы и олени, а также мелкие животные, такие как морские свинки и мыши.

## Изменения признаков в ходе одомашнивания

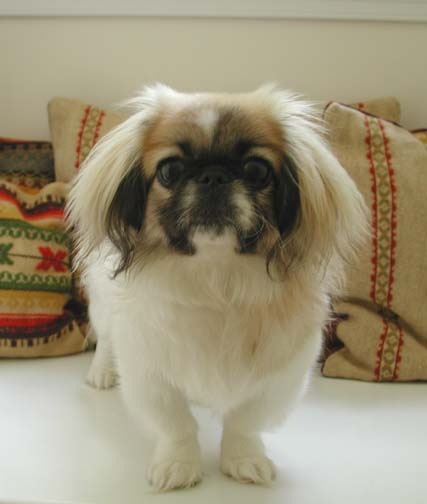
За последние 2000 лет пекинес внешне почти не изменился

В Новосибирском Институте цитологии и генетики СО РАН с середины XX века учёными школы Беляева проводится эксперимент по одомашниванию фермерских лисиц. В настоящее время руководителем исследовательской группы является профессор и доктор биологических наук Людмила Трут. В ходе эксперимента животное развивает эмоциональную привязанность и даже преданность человеку. Но главное — дикое животное учится новым способам коммуникации с человеком, учится понимать жесты, взгляды, слова и использовать эти социальные сигналы в процессе «общения».
Профессор Людмила Николаевна Трут пишет, что «генетическое преобразование поведения (из дикого — в домашнее) влечет за собой морфологические и физиологические изменения, сходные с теми, которые произошли в историческом прошлом у собак и других домашних животных».
В июле 2014 года группа учёных под руководством Адама Уилкинса (Adam Wilkins) из Гумбольдтовского университета опубликовала статью, в которой высказывалось предположение, что в ходе одомашнивания животных люди непроизвольно для продолжения потомства выбирали животных с генетическими дефектами в клетках нервного гребня. Пытаясь вывести более смирных и послушных особей, люди отбирали прежде всего животных с недоразвитыми надпочечными железами, отвечающими за поведение типа «бей или беги» в стрессовых ситуациях. Так как за закладку надпочечников отвечают мигрирующие клетки нервного гребня, генетические дефекты именно в них закреплялись у потомства.
Степень доместикации различных видов животных может быть различной в зависимости от потребностей человека. В процессе доместикации, под влиянием новых условий среды и искусственного отбора у животных появились признаки, отличающие их от диких сородичей, причём тем более значительные, чем больше труда и времени затрачивал человек на получение животных с необходимыми ему свойствами. Вместе с тем, как пишет Дориан К. Фуллер из Института археологии Университетского колледжа, Лондон (UCL), «все одомашненные животные имеют определённые характерные признаки (хотя и не обязательно, чтобы все домашние животные имели все из нижеперечисленных признаков одновременно)».
К характерным признакам доместикации животных относятся:
- изменение в размере: укорочение конечностей, у крупных животных — уменьшение размеров тела, у мелких — возможно увеличение в размере и более широкая морфологическая вариативность различных частей тела;
- бо́льшая покорность, послушание, понятливость, а также бо́льшая длительность ювенильных характеристик у животных, неотения (эволюционный процесс развития, в результате которого детские формы поведения сохраняются и во взрослом возрасте);
- нарушение дикого типа системы спаривания, утрата доминирования самцов, снижение полового диморфизма;
- изменение распределения жира, сокращение мышечной массы;
- изменения в типе шерсти и шёрстного или перьевого покрова;
- изменение окраса, ослабление значения природной защитной окраски[18].

## Эволюция одомашнивания

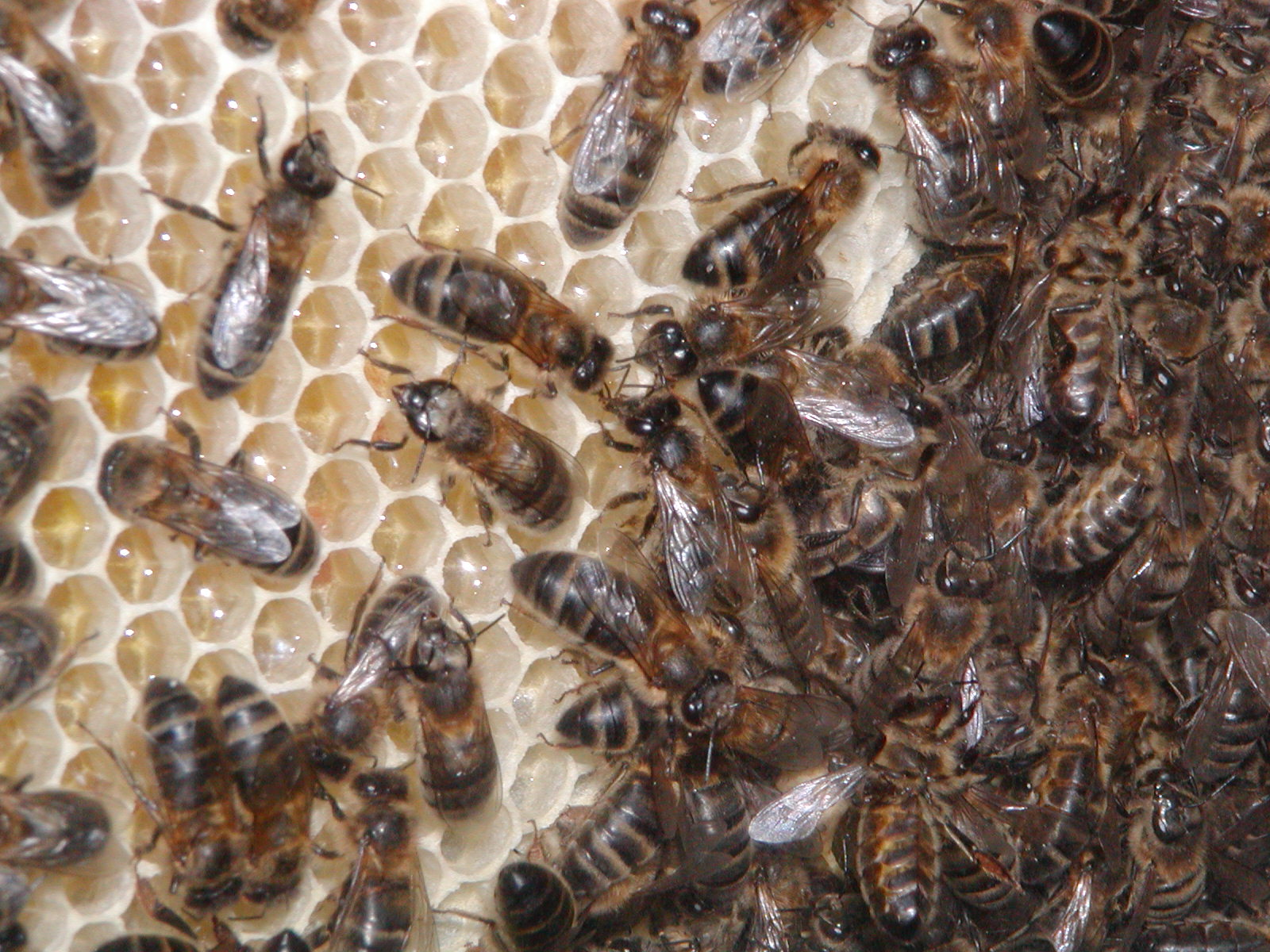
Пчёлы на сотах с мёдом

Видимо, первыми шагами (нецеленаправленными) по одомашниванию животных можно считать выращивание самками какого-либо вида детёнышей других видов (известные случаи для некоторых видов обезьян). Ещё не имеющие своих собственных детёнышей самки, не имея возможности забрать детёнышей у других самок, могут забирать, например, щенков. Щенки вырастают с обезьяньим стадом и помогают отгонять чужаков (охрана).

## Хронология одомашнивания животных
| Вид                                           | Период                       | Регион                                     |
| --------------------------------------------- | ---------------------------- | ------------------------------------------ |
| Собака (Canis lupus familiaris)               | до 33 000 лет до н. э.       | Евразия                                    |
| Домашняя овца (Ovis orientalis aries)         | между 11 000 и 9000 до н. э. | Юго-западная Азия                          |
| Домашняя свинья (Sus scrofa domestica)        | 9000 до н. э.                | Ближний Восток, Китай, Германия            |
| Коза домашняя (Capra aegagrus hircus)         | 9000 до н. э.                | Восток, Запад и Юг Плодородного Полумесяца |
| Корова (Bos primigenius taurus)               | 8000 до н. э.                | Индия, Ближний Восток, Северная Африка     |
| Кошка (Felis catus)                           | 7500 до н. э.                | Кипр и Ближний Восток                      |
| Курица (Gallus gallus domesticus)             | 6000 до н. э.                | Индия и Юго-восточная Азия                 |
| Морская свинка (Cavia porcellus)              | 5000 до н. э.                | Перу                                       |
| Домашний осёл (Equus africanus asinus)        | 5000 до н. э.                | Египет                                     |
| Домашняя утка (Anas platyrhynchos domesticus) | 4000 до н. э.                | Китай                                      |
| Азиатский буйвол (Bubalus bubalis)            | 4000 до н. э.                | Индия, Китай                               |
| Домашняя лошадь (Equus ferus caballus)        | 4000 до н. э.                | Степи Евразии                              |
| Одногорбый верблюд (Camelus dromedarius)      | 4000 до н. э.                | Аравия                                     |
| Лама (Lama glama)                             | 3500 до н. э.                | Перу                                       |
| Тутовый шелкопряд (Bombyx mori)               | 3000 до н. э.                | Китай                                      |
| Северный олень (Rangifer tarandus)            | 3000 до н. э.                | Россия                                     |
| Сизый голубь (Columba livia)                  | 3000 до н. э.                | Средиземноморье                            |
| Домашний гусь (Anser anser domesticus)        | 3000 до н. э.                | Египет                                     |
| Двугорбый верблюд (Camelus bactrianus)        | 2500 до н. э.                | Центральная Азия                           |
| Як (Bos grunniens)                            | 2500 до н. э.                | Тибет                                      |
| Гаур (Bos gaurus frontalis)                   | неизвестно                   | Юго-восточная Азия                         |
| Альпака (Vicugna pacos)                       | 1500 до н. э.                | Перу                                       |
| Домашний хорек (Mustela putorius furo)        | 1500 до н. э.                | Европа                                     |
| Мускусная утка (Cairina momelanotus)          | неизвестно                   | Южная Америка                              |
| Обыкновенная цесарка                          | неизвестно                   | Африка                                     |
| Карп (Cyprinus carpio)                        | неизвестно                   | Восточная Азия                             |
| Индейка (Meleagris gallopavo)                 | 500 до н. э.                 | Мексика                                    |
| Бантенг (Bos javanicus)                       | 400 до н. э.                 | Юго-восточная Азия                         |
| Золотая рыбка (Carassius auratus auratus)     | 200 до н. э.                 | Китай                                      |
| Дикий кролик (Oryctolagus cuniculus)          | VI век                       | Европа                                     |

### Вторая волна
| Вид                                            | Период        | Регион            |
| ---------------------------------------------- | ------------- | ----------------- |
| Тур (Bos primigenius indicus)                  | 8000 до н. э. | Индия             |
| Медоносные пчёлы                               | 4000 до н. э. | Несколько районов |
| Лань (Dama dama)                               | 1000 до н. э. | Средиземноморье   |
| Обыкновенный павлин (Pavo cristatus)           | 500 до н. э.  | Индия             |
| Смеющаяся горлица (Streptopelia risoria)       | 500 до н. э.  | Северная Америка  |
| Немой перепел (Coturnix japonica)              | 1100—1900     | Япония            |
| Мандаринка (Aix galericulata)                  | неизвестно    | Китай             |
| Лебедь-шипун (Cygnus olor)                     | 1000—1500     | Европа            |
| Домашняя канарейка (Serinus canaria domestica) | 1600          | Канарские острова |